# Aberto de Tênis de Santa Catarina 2008
L'Aberto de Tênis de Santa Catarina 2008 è stato un torneo di tennis facente parte della categoria ATP Challenger Series nell'ambito dell'ATP Challenger Series 2008. Il torneo si è giocato a Florianópolis in Brasile dal 14 al 20 aprile 2008 su campi in terra rossa e aveva un montepremi di $35 000+H.

## Vincitori

### Singolare
Thomaz Bellucci ha battuto in finale  Franco Ferreiro con il punteggio di 4–6 6–4 6–2

### Doppio
Adrian Garcíai /  Leonardo Mayer hanno battuto in finale  Thomaz Bellucci /  Bruno Soares con il punteggio di 6–2 6–0